# Səmra Rəhimli
Səmra Rəhimli (Bakoe, 19 oktober 1994) is een Azerbeidzjaans zangeres.

## Biografie
Rəhimli begon haar muziekcarrière in 2012, toen ze deelnam aan de Azerbeidzjaanse preselectie voor het Eurovisiesongfestival, dat dat jaar plaatsvond in Bakoe. Ze eindigde als derde in de eerste voorronde, en werd uitgeschakeld. Drie jaar later nam ze deel aan The Voice of Turkey, waarin ze de kwartfinale haalde. Een jaar later waagde ze haar kans in The Voice of Azerbaijan, waarin ze de finale wist te halen. Daarin eindigde ze op de vierde plek. Een week na afloop van deze talentenjacht werd ze door ITV intern geselecteerd om Azerbeidzjan te vertegenwoordigen op het Eurovisiesongfestival 2016, dat gehouden werd in de Zweedse hoofdstad Stockholm. Ze haalde daar de finale, waarin ze 17de werd.
2008: Elnur & Samir · 
2009: AySel & Arash · 
2010: Səfurə Əlizadə · 
2011: Ell & Nikki · 
2012: Səbinə Babayeva · 
2013: Fərid Məmmədov · 
2014: Dilarə Kazımova · 
2015: Elnur Hüseynov · 
2016: Səmra Rəhimli · 
2017: Dihaj · 
2018: Aysel Məmmədova · 
2019: Chingiz · 
2021: Efendi · 
2022: Nadir Rüstəmli · 
2023: TuralTuranX · 
2024: Fahree feat. İlkin Dövlətov · 
2025: Mamagama